# Aphodius fossulatipennis
Aphodius fossulatipennis is een keversoort uit de familie bladsprietkevers (Scarabaeidae). De wetenschappelijke naam van de soort is voor het eerst geldig gepubliceerd in 1945 door Balthasar.